# Paulus Traudenius
Paulus Traudenius (Gouda, ... – Batavia, 1643) è stato un politico e mercante olandese, governatore dell'isola di Formosa dal 1640 al 1643.
Discendente da una famiglia di insegnanti di Gouda, il nonno di Traudeius, anch'egli Paulus Traudenius, nel 1573 fu il primo rettore della scuola latina locale dopo la riforma protestante e latinizzò il suo cognome originario da Trudens a Traudenius. Nel 1630, il suo nipote omonimo si ritrova tra la lista dei mercanti registrati della compagnia olandese delle Indie orientali a Tayouan sull'attuale isola di Taiwan. Nel 1633 divenne capo commerciante presso Quinam, ma fu attivo anche sulla costa cinese, sulle isole Pescadores e Taiwan.
Si sposò due volte, nell'aprile del 1633 a Batavia con Elisabeth de Meester da Rotterdam e nel 1641 a fort Zeelandia con Adriana Quina, già vedova del precedente governatore Johan van der Burg.
Nel 1643 fu richiamato da Formosa a Batavia, dove in seguito morì.